# Iwa (roślina)

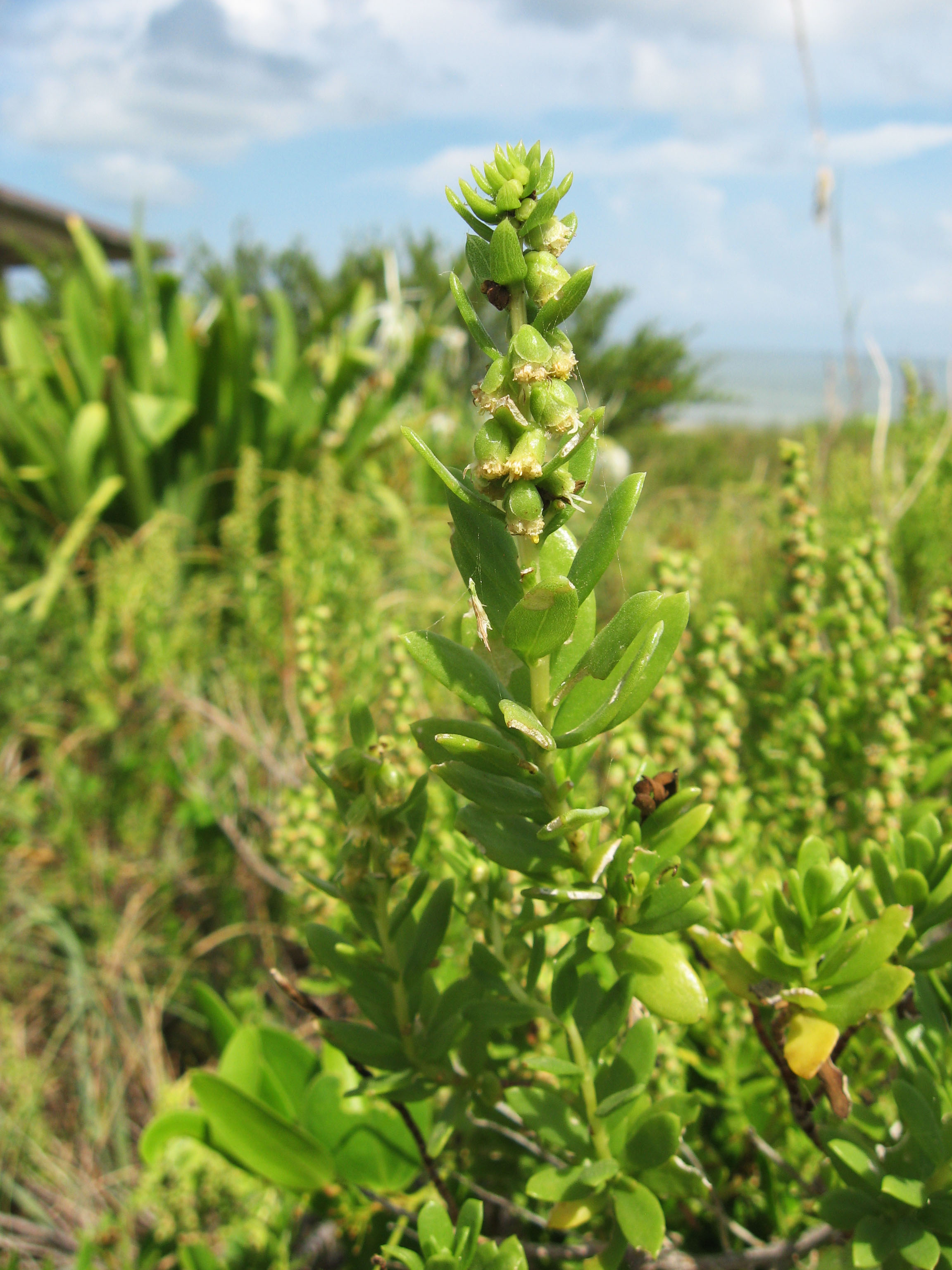
Iva imbricata

Iwa (Iva L.) – rodzaj roślin należący do rodziny astrowatych. Obejmuje 9 gatunków. Rośliny te występują w Ameryce Północnej (7 gatunków w USA i Kanadzie), na południe sięgając do południowego Meksyku i Kuby. Przedstawiciele rodzaju jako rośliny introdukowane rosną także w krajach Europy Zachodniej oraz w południowej Australii. Notowany w Polsce gatunek znany jako iwa rzepieniolistna I. xanthifolia klasyfikowany jest współcześnie do innego rodzaju jako Euphrosyne xanthiifolia. Szereg gatunków dawniej zaliczanych do rodzaju iwa zostało przeniesionych do innych rodzajów ze względu na parafiletyczny charakter dawnego, tradycyjnego ujęcia. 
Znaczenie użytkowe ma Iva annua stanowiąca od najdawniejszych czasów pożywienie Indian Ameryki Północnej. Rośliny z tego rodzaju należą do stosunkowo nielicznych przedstawicieli astrowatych zapylanych przez ruchy powietrza (zob. anemogamia).
Geneza nazwy rodzajowej ustalonej przez Karola Linneusza nie jest pewna, prawdopodobnie pochodzi od nazwy dąbrówki Ajuga iva, która ma podobny zapach jak rośliny z rodzaju Iva.

## Morfologia
PokrójRośliny zielne (jednoroczne i byliny), jak i drewniejące (półkrzewy i krzewy) osiągające od 10 do 350 cm wysokości. Pędy zwykle luźno rozgałęzione i podniesione, rzadziej podnoszące się lub płożące.
LiścieNaprzeciwległe i tylko czasem na końcach pędów skrętoległe, ogonkowe lub siedzące, o zróżnicowanym kształcie – od równowąskich i nitkowatych do jajowatych, rombowatych i łopatkowatych, całobrzegie i ząbkowane, nagie lub szorstkie, często gruczołowate.
KwiatyZebrane w dyskowate kwiatostany główkowate, a te z kolei w złożone kwiatostany kłosopodobne lub groniaste. Okrywy koszyczków półkuliste, rzadziej stożkowate, dzwonkowate lub urnowate o średnicy od 2 do ponad 10 mm. Dno koszyczka (osadnik) płaskie lub wypukłe, z błoniastymi plewinkami różnych kształtów. Kwiaty słupkowe w liczbie od zera do 8, rzadziej więcej, rurkowate, z koroną zredukowaną, białawą. Kwiaty męskie w liczbie od 3 do ponad 20, o koronach lejkowatych, białawych do różowych, z 5 łatkami na szczycie.
OwoceNiełupki jajowate do gruszkowatych, bez puchu kielichowego.

## Systematyka
Tradycyjna klasyfikacja na rodzaje okazała się w odniesieniu do tego rodzaju i z nim spokrewnionych nie łączyć gatunków w monofiletyczne grupy. W drugiej połowie XX wieku zaproponowano zarówno szerokie ujęcie rodzaju, tak by zebrać w nim wszystkie spokrewnione gatunki, jak i podział na kilka mniejszych, monofiletycznych rodzajów. We Flora of North America oraz w bazach taksonomicznych takich jak Plants of the World online przyjęto to drugie rozwiązanie, stąd część zaliczanych tu dawniej gatunków trafiło do rodzajów Euphrosyne i Hedosyne.
Pozycja systematyczna
Rodzaj z plemienia Heliantheae w obrębie podrodziny Asteroideae.
Wykaz gatunków
- Iva annua L.
- Iva asperifolia Less.
- Iva axillaris Pursh
- Iva cheiranthifolia Kunth
- Iva corbinii B.L.Turner
- Iva frutescens L.
- Iva hayesiana A.Gray
- Iva imbricata Walter
- Iva microcephala Nutt.
- Iva texensis R.C.Jacks.